# Станислава Стана Јатић
Станислава Стана Јатић рођ. Церај-Церић (Љубљана, 10. септембар 1919 – Нови Сад, 27. децембар 2014) била је костимографкиња Српског народног позоришта. Током осамнаест година (1952–1970) активне службе у СНП-у, креирала је 236 костимографија (у просеку једанаест годишње), преко 7.000 нацрта и око 15.000 изведених костима.

## Образовање
Школовање је започела у родној Љубљани, где је завршила основну, затим, нижу средњу као и Женску занатску школу (кројачки смер). 1938. године одлази у Праг где уписује Школу за модне креаторе, али се због рата у Чехословачкој после само два месеца враћа кући. Мајсторски испит за модну кројачицу положила је у Љубљани 11. децембра 1939.

## Прва занимања
Током Другог светског рата била је члан Покрета отпора и радила као обавештајац.
Након ослобођења, 1. јануара 1946, постала је стручна учитељица у Женској занатској школи, где је водила курсеве кројења. На јесен исте године прелази у Школу одевних заната при Светом Јакобу, испрва хонорарно, као учитељица, да би већ 1947. постала њен руководилац. Крајем исте, 1947. године, прелази у Београд где почиње да ради као референт за стручне школе у Савезном комитету за просвету и науку.

## Костимографија
Поред свих обавеза, жеља за усавршавањем у области костимографије је и даље не напушта. Стога уписује Академију примењених уметности у Београду - смер костимографије - исте године када је ова установа основана (1948). Дипломирала је 1952. године у класи Милице Бабић.
Захваљујући препорукама са Академије, 25. августа 1952. године постаје први стални костимограф Српског народног позоришта у Новом Саду где је провела цео свој радни век, све до 1. септембра 1970. Пензионисала се раније, услед нарушеног здравственог стања, што је била последица мучења по затворима током рата.
Упоредо је од 1952. до 1954. године предавала костимографију у новосадској Школи за примењену уметност.

## Златне руке
Највећи број представа у Српском народном позоришту, костимски је осмислила Стана Јаић. Њен радни елан, али и велико уметничко надахнуће непресушно је извирало током целе радне каријере. Приликом креирања костима, увек је била јасна и прецизна у својим концепцијама. На свакој скици, а касније и на костиму, присутан је њен истанчан смисао за боје. Сваку скицу чине посебном, јасно изражен став и гест. Људска фигура је најчешће у покрету, а неретко се на скици препознаје и лик глумца, певача или играча који је костим носио. Већ на самим скицама ове костимографкиње, запажа се функционалност и усклађеност костима и људског тела.

## Смисао за размену и сарадњу
Стана Јатић је имала урођени смисао за организацију посла, радне навике, истрајност и снажну вољу. Суверено је владала занатским делом посла. Имала је лак, брз и јасан цртеж. Поседовала је духовну радозналост и моралну стабилност, такође и моћ кореспонденције са материјом и добру комуникацију са људима.
У креативном прегнућу, темељно и до перфекције, улазила би у суштину материје, продирала у идеју дела и режијски концепт. Водила је рачуна о глумачким индивидуалностима, о карактерима и специфичностима ликова. Имала је префињен осећај за колористичке односе, нарочито у условима сценског простора и осветљења. Њена стваралачка имагинација је била жива и развијена, осветљавала јој је путеве ка изналажењу нових изражајних средстава и разноврсних приступа делу и раду. Подједнако добро је радила натуралистичке реалистичке костиме, стилизацију и гротеску. Захваљујући свему томе, њени уметнички домети су били високи, а узлети надахнућа веома чести.
Сви позоришни посленици су уживали у сарадњи са Станом Јатић: редитељи и кореографи, јер би са њима лако успостављала „исте таласне дужине” у конципирању дела; глумци, певачи и играчи, јер је уважавала све личне особености у процесу визуелног креирања лика; сценографи, због њене изузетне прилагодљивости као и колористичким решењима декора и најчешће, због велике толеранције у тражењу заједничког визуелног сценског израза; радници, због јасних цртежа, прецизних упутстава и избора правих материјала, а сви заједно, због сталожене, мирне и бестрзајне сарадње у овом сегменту позоришног рада.

## Бавити се костимографијом
„Бавити се послом костимографа”, говорила је Стана Јатић, „прдставља и стално путовање, али, свет се не обилази географски, већ се путује по историји култура.” Да би креирала костиме за једну представу, морала би да „отпутује” у неки ранији век и неку другу земљу, а већ за следећу представу, враћала се у садашњост.
Сам процес рада на костимској опреми представе, сложено је и разноврсно трагање. Од идеје до реализације је читав низ поступака. Костимографкиња овако говори о томе:
„Пошто прочитам дело и обавим разговор са редитељем и сценографом, прелазим по потреби на студијска истраживања, служећи се стручном литературом, али и другим начинима сазнавања и инспирације. При томе ми није увек довољна моја стручна литература, те онда посећујем Библиотеку и Галерију Матице српске, Војвођански музеј, а у Београду Народну библиотеку, Градски и Етнографски музеј и друге установе. Истовремено радим идејне скице, а потом и дефинитивне нацрте костима. Сама набављам материјал за израду костима, и то ми спада међу најтеже послове. Водим надзор над израдом костима. На крају, када почну пробе у костимима, пажљиво мотрим да ли је можда потребно на неким костимима извршити какве коректуре. При свему томе морам да водим рачуна о финансијским оквирима одређеним за опрему сваке представе".

## Костимографска гостовња
Осим што је креирала за Српско народно позориште, Стана Јатић је у својству костимографа гостовала и у многим другим позориштима: у Београду, Суботици, Зрењанину, Сомбору, Вршцу, Титограду/Подгорици, Шапцу, Осијеку, Марибору, Љубљани, па и Вашингтону, а такође и у многим аматерским позориштима.

## Бројке
Стана Јатић је у својој позоришној кући и на гостовањима уметнички осмислила костиме у укупно 329 представа. На основу њених, преко 7.000 нацрта, сашивено је, рачуна се, око 15.000 различитих костима. Њен костимографско-уметнички рад обележио је, несумњиво, значајан период у историји Српског народног позоришта.

## Исијавајући кругови
- Осим свог главног посла, Стана Јатић се бавила и израдом сувенира. Исликавала је вазе и тањире орнаментима са фресака. Такође је правила мале лутке од дрвета, облачила их у народне ношње или одоре средњовековних властелина;
- У часопису Наша сцена, скицама и текстом је објашњавала костимску опрему представа (1955-1957);
- Ауторка је костима у филму Избирачица по Кости Трифковићу, који је Авала-филм снимила 1961. године;[3]
- Ауторка је књиге: Кратак преглед историје костима (1967)[5]
- 1953. године је постала чланица Удружења примењених уметника Србије, а 1964. УПИДИВ-а

## Изложбе

###### Колективне:
1938 - Модеран костим -Љубљана
1951 - Сценски костим - Београд
1957 - Костими керамика - Нови Сад
1960 - Сценографија и костим у позориштима ФНРЈ после Другог светског рата - Нови Сад
1961 - Сто година професионалног позоришта у Југославији - Нови Сад, Београд, Љубљана, Загреб и Кикинда
1963 - Из атељеа новосадских уметника - Нови Сад
1965 - Форма I - Нови Сад
1966 - Форма II - Нови Сад
1971 - Форма IV - Нови Сад
1994 - Форма XIII - Нови Сад

###### Самосталне:
1970 - Прва самостална и опроштајна изложба у фоајеу СНП-а, поводом сценског извођења опере Ђоконда А. Понкиелија и одласка у пензију - Нови Сад
1980 - Од скице до позорнице - Сремски Карловци
1982 - Нацрти костима - фоаје Местнега гледалишча у Љубљани
1986 - Нацрти и позоришни костим - фоаје СНП-а - Нови Сад
1988 - Ретроспективна изложба позоришне костимографије - Нови Сад
1994 - Скице костима Стане Јатић (ауторка: Милена Лесковац) – мања изложба поводом 75 година од рођења костимографкиње
1995 - Скице костима Стане Јатић (ауторка: Милена Лесковац) – ретроспективни приказ рада првог сталног костимографа СНП-а
2003 - Костими и скице костима Стане Јатић (ауторка: Милена Лесковац) – изложба уприличена у знак захвалности на легату који је
уметница поклонила Позоришном музеју Војводине

## Заслуге и признања
Потврде о величини, опсегу и квалитету рада Стане Јатић, вишеструко су обележиле њена постигнућа:
1951 - Медаља за храброст
1951 - Орден заслуга за народ III реда
1958 - Диплома Фестивала "Уметност у служби човека" - Зрењанин
1960 - Диплома и Награда на X сусрету позоришта Војводине за костимографско остварење у представи Покондирена тиква Ј. С. Поповића, у извођењу СНП-а
1961 - Награда Народног одбора среза Новог Сада за костимографско остварење у представи Избирачица К. Трифковића, у извођењу СНП-а
1961 - Спомен-повеља поводом 100-годишњице СНП-а, у знак признања за рад и допринос овој установи.
1961 - Орден рада са сребрним венцем за нарочито залагање и постигнуте успехе у изградњи земље
1965 - Златна форма на изложби ФОРМА I - Нови Сад
1967 - Статус и диплома заслужног члана Удружења ликовних уметника, примењених уметника и дизајнера Војводине
1970 - Златан спомен порстен и Повеља Српског народног позоришта
1971 - Златна форма на изложби ФОРМА IV - Нови Сад
1971 - Октобарска награда Града Новог Сада
1977 - Признање за заслуге у организацији и афирмацији врхунске манифестације музичке уметности Новосадских музичких свечаности (НОМУС)
1980 - Орден заслуга за народ са сребрним зрацима
1981 - Искра културе Културно-просветне заједнице Војводине
1983 - Награда ослобођења Војводине
1987 - Златна медаља „Јован Ђорђевић” Српског народног позоришта
1994 - Диплома поводом 30 година од оснивања УПИДИВ-а

## Легат Стане Јатић уПозоришном музеју Војводине
Један од највећих легата у Позоришном музеју Војводине је легат костимографкиње Стане Јатић. Он садржи 3.300 скица костима, 250 скица народних ношњи, 1 хаљину, 20 фигура с мотивима из српских манастира, распоређених по фондовима Музеја.
- Костим који је дизајнирала Стана Јатић за глумицу Љубицу Раваси у улози Феме, Покондирена тиква Ј. С. Поповића, у режији Боривоја Ханауске, Нови Сад, Српско народно позориште, 1958. Костим и фотографија су музејска грађа Позоришног музеја Војводине.
- Љубица Раваси као Фема у костиму Стане Јатић, Покондирена тиква Ј. С. Поповића, у режији Боривоја Ханауске, стото извођење, Нови Сад, Српско народно позориште, 1966. Фотографија је музејска грађа Позоришног музеја Војводине.